# Отен, Огюст
Огюст Отен (фр. Auguste Ottin; 11 ноября 1811, Париж — 7 декабря 1890, Нёйи-сюр-Сен) — французский скульптор.
Родился в 1811 году в Париже. Учился там же, в Школе изящных искусств у Давида д’Анже. В 1836 году получил Римскую премию второй степени за рельеф «Сократ, пьющий цикуту». Получив, согласно условиям премии, стипендию для поездки в Рим, провёл там следующие пять лет. После возвращения в Париж, с 1841 года регулярно выставлялся на Парижском салоне.
Наиболее известной его работой считается фонтан «Полифем» в парижском Люксембургском саду. Кроме того, выполнил многие другие скульптуры, которые ныне можно увидеть в Лувре, замке Фонтенбло и в другиз местах. Помимо занятий скульптурой, Огюст Отен был неплохим рисовальщиком.
Сторонник романтизма, Отен был другом Шассерио и Энгра. Им был выполнен бюст Энгра (хранится в Школе изящных искусств в Париже), а карандашный портрет самого Отена, в свою очередь, был выполнен Шассерио (в 2006 году подарен Национальной галерее искусств в Вашингтоне).

## Галерея

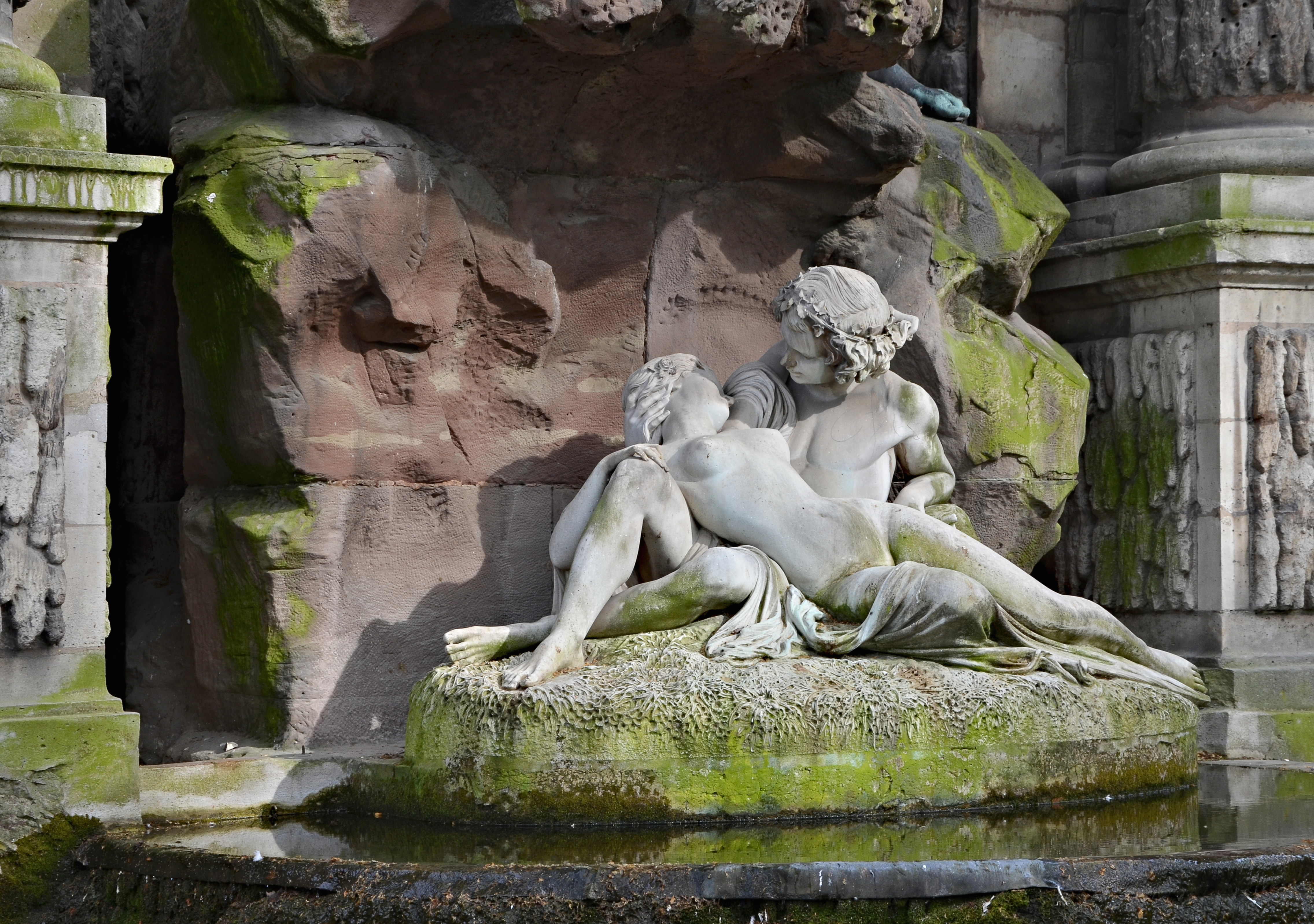
Фонтан «Полифем» в парижском Люксембургском саду. Деталь.
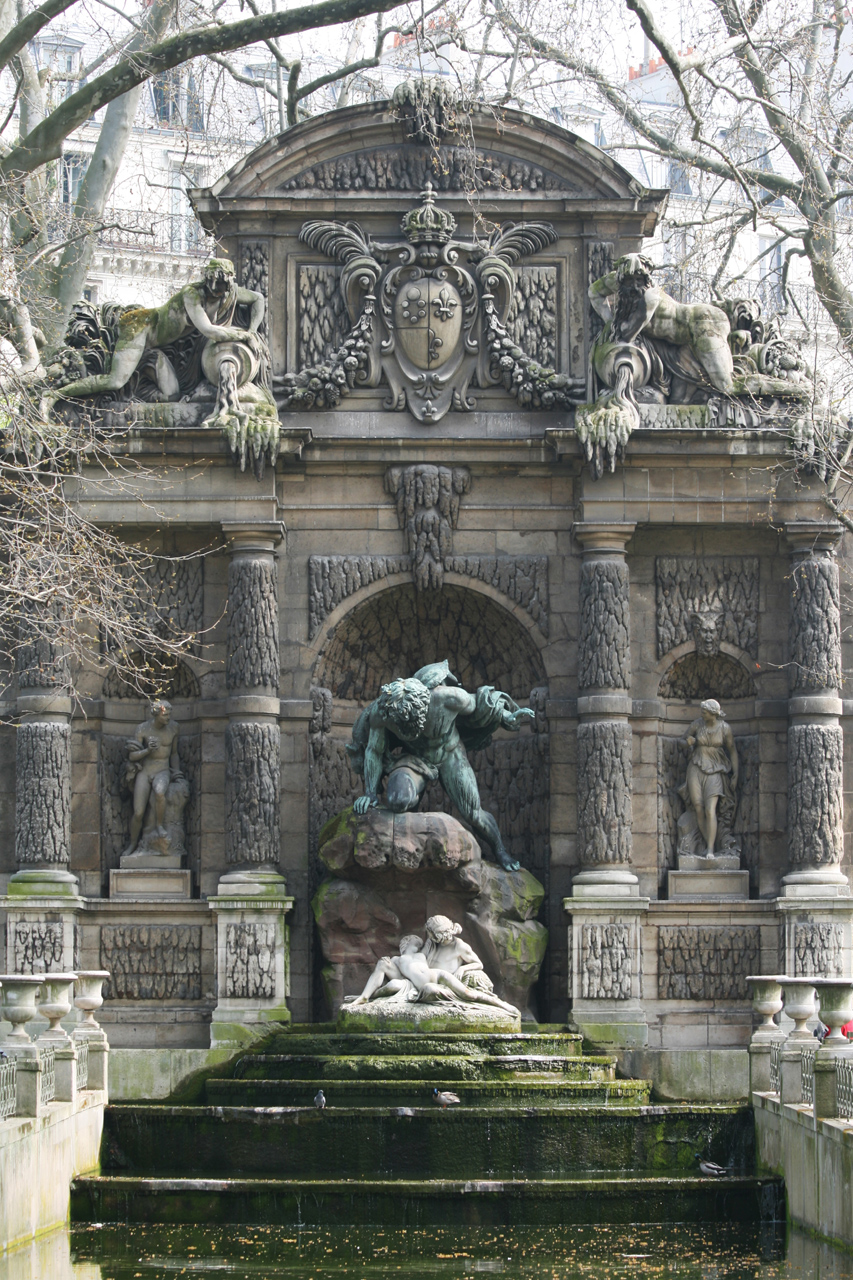
Фонтан «Полифем». Общий вид.
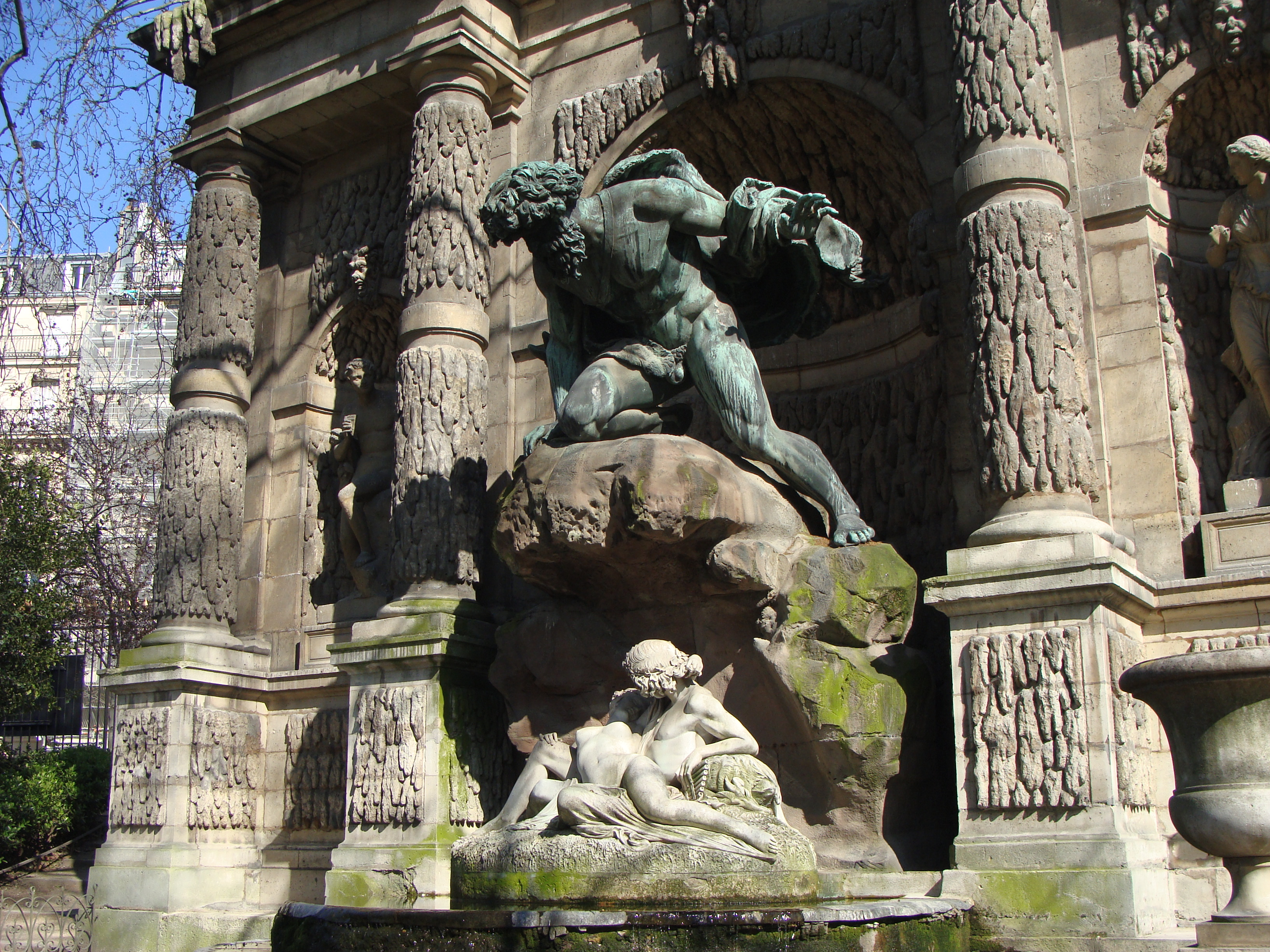
Фонтан «Полифем». Деталь.
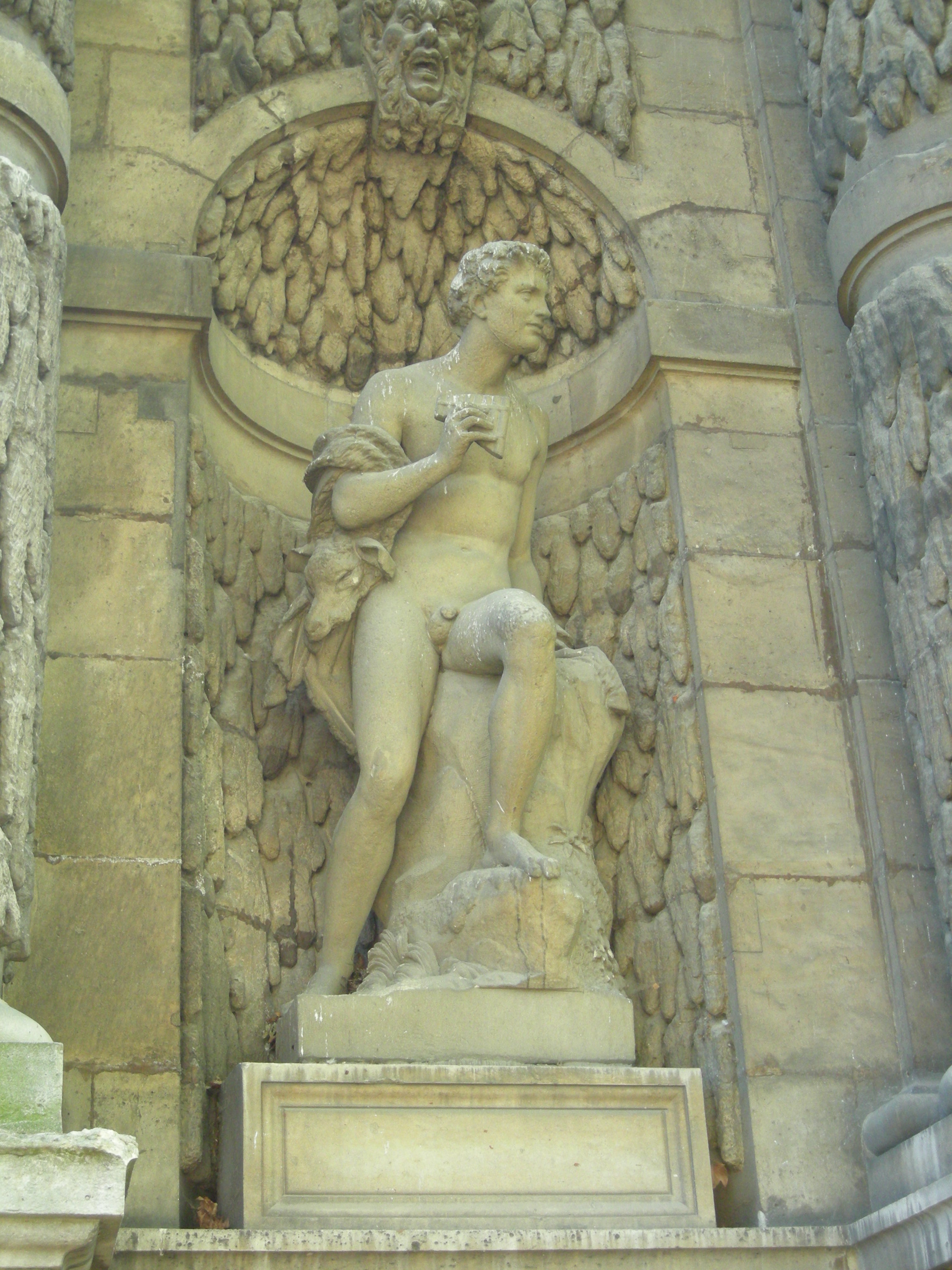
Юный Фавн. Деталь фонтана «Полифем».
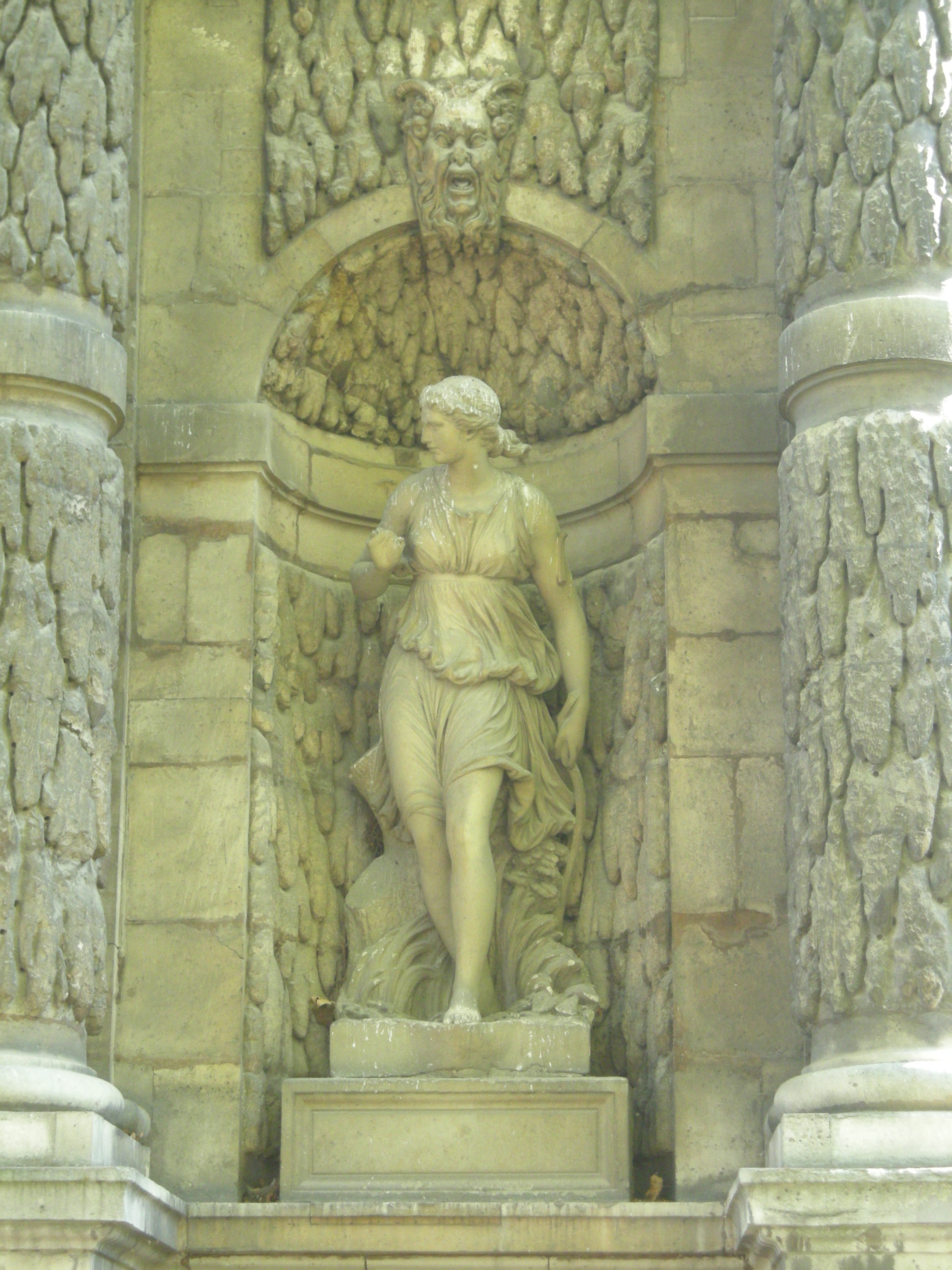
Диана-Охотница. Деталь фонтана «Полифем».
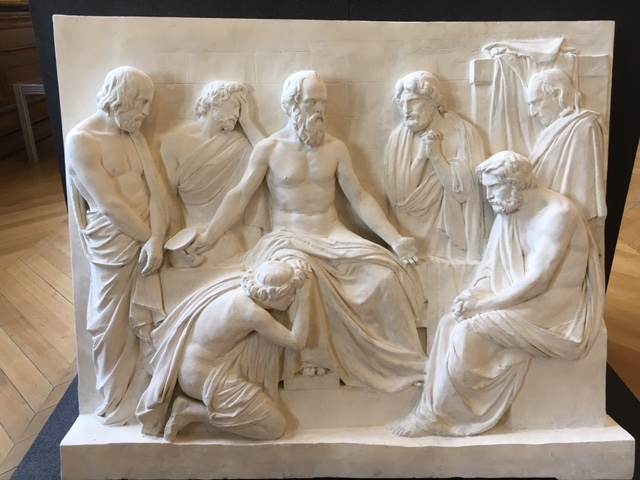
Сократ, пьющий цикуту.
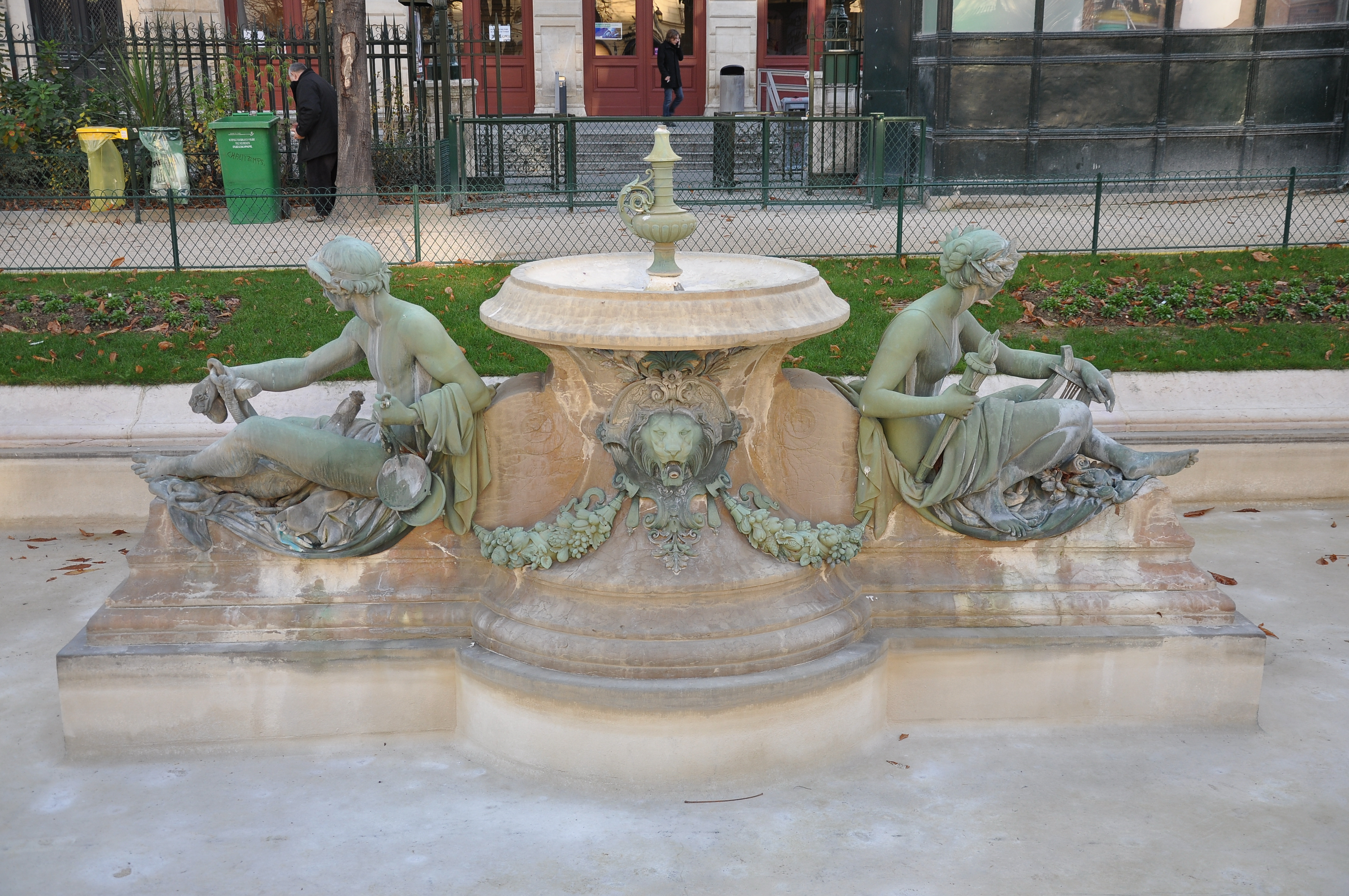
Фонтан искусств и ремёсел, Париж.
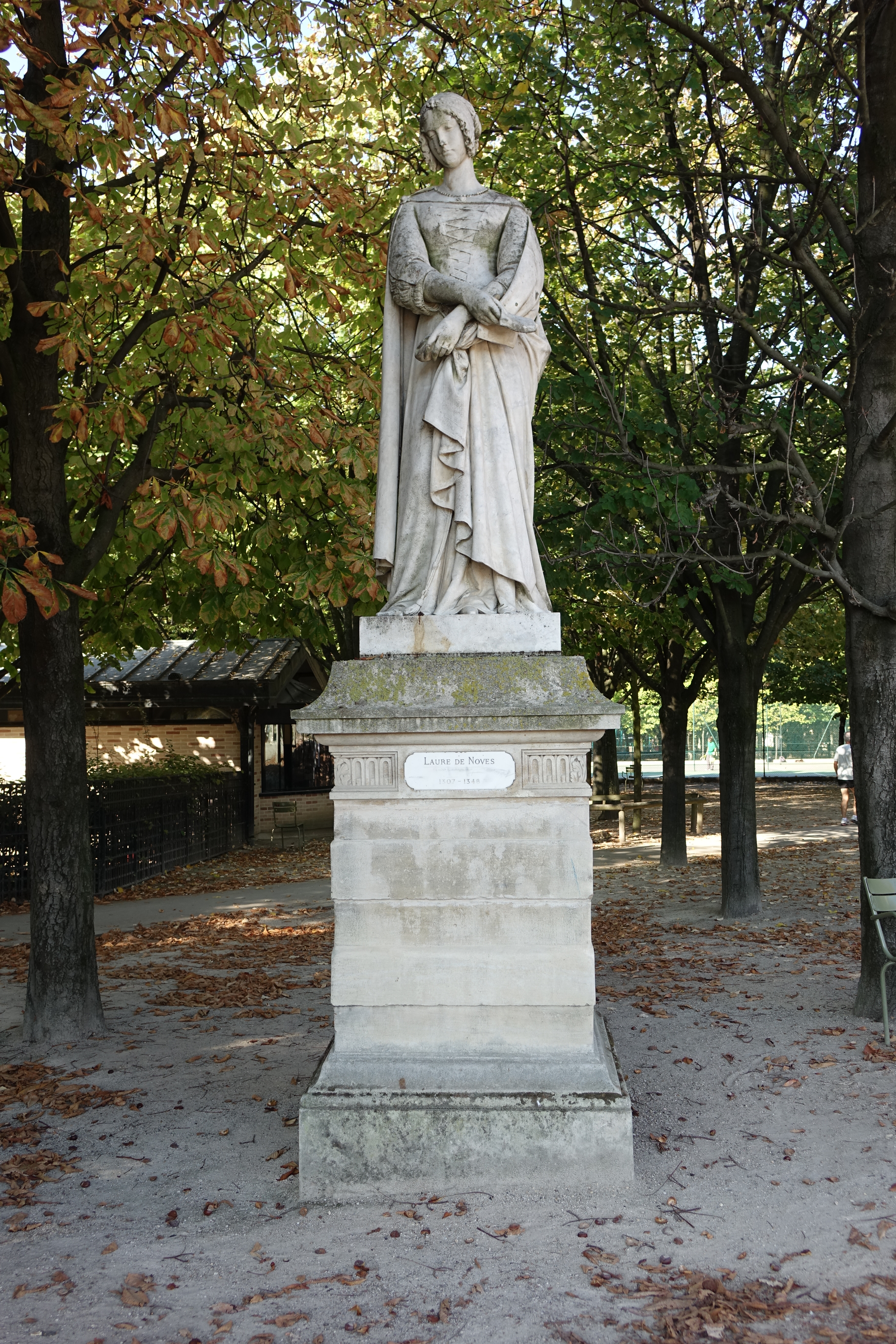
Лаура (возлюбленная Петрарки). Париж, Люксембургский сад.
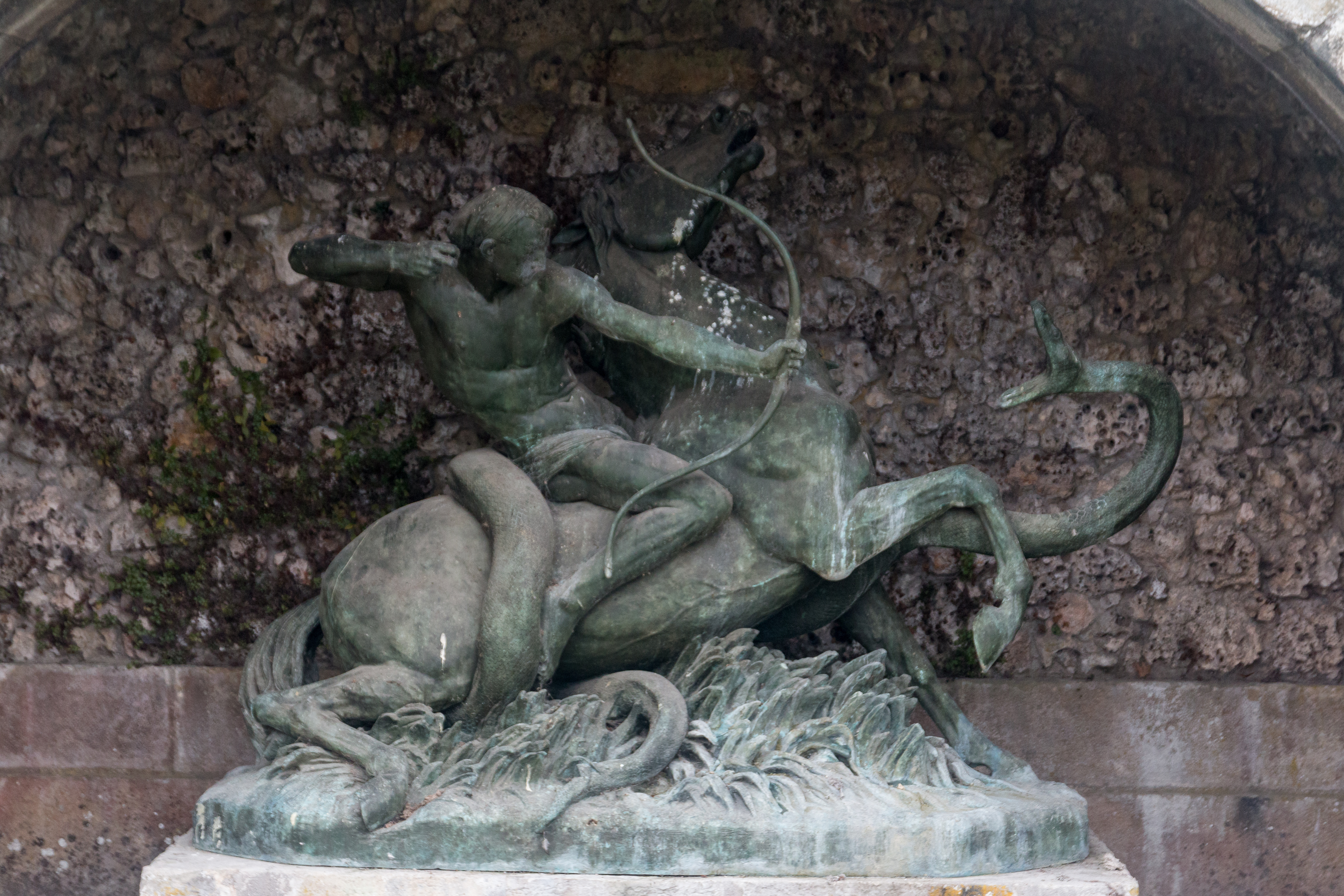
Индейский охотник, сражающийся с питоном. Замок Фонтенбло.